# Landratsbezirk Hirschhorn
Der Landratsbezirk Hirschhorn war ein Landratsbezirk im Großherzogtum Hessen in der Provinz Starkenburg mit Sitz in Hirschhorn. Gegründet 1821 ging er 1832 im Kreis Lindenfels auf.

## Geschichte

### Entstehung
Im Zuge der Verwaltungsreform von 1821 im Großherzogtum wurden auch auf unterer Ebene Rechtsprechung und Verwaltung getrennt und die Aufgaben der überkommenen Ämter in Landratsbezirken (zuständig für die Verwaltung) und Landgerichten (zuständig für die Rechtsprechung) neu organisiert. Der Landratsbezirk Hirschhorn entstand dabei aus:
- dem Amt Hirschhorn und
- dem Amt Neckarsteinach.

Der Landratsbezirk gehörte komplett zu den Dominiallanden, den Gebieten des Großherzogtums, in denen Patrimonialgerichte nicht bestanden.
Die Aufgaben der Rechtsprechung erster Instanz, die die nun aufgelösten Ämtern wahrgenommen hatten, wurden dem ebenfalls neu gegründeten Landgericht Hirschhorn übertragen.

### Ende
In der Gebietsreform 1832 wurden die Landratsbezirke aufgelöst und zu größeren Kreisen zusammengelegt. Deren Zuschnitt wurde mit einer weiteren Verordnung festgelegt. Der Landratsbezirk Hirschhorn ging dabei gemeinsam mit dem Landratsbezirk Lindenfels und dem Landratsbezirk Wimpfen in dem neuen Kreis Lindenfels auf.

## Interne Organisation

### Territoriale Einteilung
Der Landratsbezirk war in vier Bürgermeistereien eingeteilt, die dem Landrat unterstanden. Dabei wurden mehrere kleinere Ortschaften häufig durch eine Bürgermeisterei verwaltet. Entsprechend der Gemeindeverordnung vom 30. Juni 1821 standen den Gemeinden ein gewählter Ortsvorstand vor, der sich aus Bürgermeister, Beigeordneten und Gemeinderat zusammensetzte. Schultheißen wurden nicht mehr eingesetzt. Diese vier Bürgermeistereien waren:
1. Hirschhorn mit Hainbrunn, Igelsbach und dem Hammelbacher Hof,
2. Langenthal,
3. Neckarsteinach mit Darsberg, Grein und Neckarhausen und
4. Unterschönmattenwaag mit Corsika, Ludwigsdorf und Schönbrunn.

### Personal
- 1821–1825 Franz Adolf Steppes, zuvor Rentamtmann und Rezeptor des Amtes Hirschhorn, wurde erster Landrat.

## Parallele Verwaltungen

### Finanzen
Für die Einnahmen aus Staatseigentum (den sogenannten Domanialen) waren die Rentämter zuständig. Für den gesamten Landratsbezirk war die Receptur Hirschhorn zuständig.
Davon getrennt war die Steuerverwaltung. Für den Landratsbezirk war der Steuerbezirk Hirschhorn zuständig, der neben den Bezirksorten den Landratsbezirk Wimpfen und die Distrikts Einnehmerei Beerfelden aus dem Landratsbezirk Erbach umfasste, und zur Obereinehmerei Bensheim gehörte.
Der Bezirk gehörte zum Hauptzollamt Heppenheim und hatte zwei Grenznebenzollämter II. Classe in Hirschhorn und in Necksteinach.

### Forst
Die Forstverwaltung des Landratsbezirks Bezirk Hirschhorn wurde von den Forstrevieren Hirschhorn und Waldmichelbach des  Forsts Waldmichelbach wahrgenommen.

### Kirche
Die Kirchverwaltung bestand aus den evangelisch protestantischen Pfarreien Neckarsteinach mit Darsberg, Grein und Langenthal die keinem Inspektorat zugeteilt waren. Auch die katholischen Pfarreien Hirschhorn mit Hainbrunn und dem Hammelbacher Hof, Neckarsteinach mit Darsberg, Grein und Langenthal, Unterschonmattenwaag mit Schönbrunn, waren keinem Landkapitel zugeteilt. Neckarhausen gehört zu der badischen protestantischen Pfarrei Dilsberg und zur katholischen Pfarrei Schönau.

## Historische Beschreibung
Die Statistisch-topographisch-historische Beschreibung des Großherzogthums Hessen berichtet 1829 über den Landratsbezirk Hirschhorn:
Die Lage wird beschrieben als:
„Der Bezirk liegt zwischen 49° 24′ und 49° 33′ nördlicher Breite und zwischen dem 26° 29′ und 26° 38′ südlicher Länge und bis auf einen ganz kleinen Theil längs dem rechten Neckarufer. Die Grenzen sind gegen Norden: die Bezirke Lindenfels und Erbach; gegen Osten: der Bezirk Erbach; gegen Süden der Neckar; gegen Westen das Großherzogthum Baden.“
Die Natürliche Beschaffenheit als:  „a) Oberfläche und Boden; Die Fortsätze des odenwaldischen Gebirgs erstrecken sich in diesen Bezirk und durchkreuzen denselben in mehreren Richtungen. Die Gegend ist überhaupt sehr rauh, aber doch im Ganzen ziemlich fruchtbar.
b) Gewässer: 1) der Neckar 2) der Ulven-, Lax-, Kerben- oder Schwarzbach; 3) der Finkenbach; 4) der Steinach.“
Die Bevölkerung als: „Diese beträgt 4723 Seelen; darunter sind 44 Lutheraner; 1502 Evangelisch Protestantische; 3067 Katholiken; 5 Reformirte und 105 Juden, welche zusammen 2 Städte, 7 Dörfer, 3 Weiler, überhaupt 579 Häuser bewohnen.“

Die Naturprodukte als: „37 Pferde; 3 Fohlen; 6 Bullen; 142 Ochsen; 743 Kühe; 209 Rinder; 497 Schweine; 91 Schaafe; 121 Ziegen; 9 Esel. Die Gewässer haben viele Fische. Außer den gewöhnlichen Früchten baut namentlich Unterschönmaitenwaag viel Buchwaizen. Steinbrüche sind viele vorhanden“
Gewerbe und Handel als: „Ackerbau, Viehzucht, Fischerei, Schifffahrt, Schiffbau, Handwerke. Zu Neckarsteinach ist eine Tabaksfabrik, so wie sich daselbst auch Rothgerbereien befinden, die zum Theil fabrikmäßig getrieben werden, eine gute Waare liefern, und solche stark im Ausland absetzen. Zu Hirschhorn ist ein Eisenhammer auch sind daselbst 2 Ziegelhütten, 3 Mahlmühlen, so wie 1 Oel und 1 Schneidemühle. In Unterschönmaitenwaag ist eine Papiermühle. Die Holzflößerei auf dem Neckar dem Ulven und Finkenbach ist bedeutend; nicht minder der Handel mit Holz Lohrinden und Kohlen. Viele Lohrinden gehen besonders in das Würtembergische. Mit Steinbrechen nähren sich viele Menschen; überhaupt sind die Bewohner des Bezirks sehr industriös.“